# Felsőnána
Felsőnána est un village et une commune du comitat de Tolna en Hongrie.